# Камеке, Арнольд Карл Георг фон
Арнольд Карл Георг фон Камеке (нем. Arnold Karl Georg von Kameke; 14 апреля 1817, Пазевальк — 12 октября 1893, Берлин) — прусский генерал от инфантерии; военный министр.

## Биография
Арнольд Карл Георг фон Камеке родился 14 апреля 1817 года в Пазевальке.
С 1836 года служил офицером в инженерном корпусе.
В 1850 году откомандирован в Генеральный штаб. В качестве начальника штаба Второго армейского корпуса участвовал в Австро-прусской войне 1866 года; позже стоял во главе всего инженерного корпуса.
Во Франко-прусской войне 1870—1871 годах фон Камеке сначала командовал дивизией, потом руководил инженерными работами при осаде Парижа.
С 1871 по 1873 год был начальником инженерного корпуса и крепостей. С 1873 по 1883 год был военным министром Пруссии.
Арнольд Карл Георг фон Камеке умер 12 октября 1893 года в городе Берлине.

## Награды
Королевство Пруссия:
- Орден Святого Иоанна Иерусалимского почётный рыцарь (Ehrenritter, 1856); рыцарь по праву (Rechtsritter, 1876)[3]
- Орден «Pour le Mérite» (20 сентября 1866); дубовые листья к ордену (2 января 1871)[4]
- Орден Красного орла 2-го класса со звездой дубовыми листьями и мечами (1871)[5]
- Орден Красного орла большой крест с дубовыми листьями и мечами на кольце (26 сентября 1876)[5]
- Королевский орден Дома Гогенцоллернов большой командорский крест со звездой (6 марта 1883)[6]
- Орден Чёрного орла (25 сентября 1879); цепь к ордену (1880)[7]

Прочие:
- Военный орден Максимилиана Иосифа командорский крест (1 мая 1876, королевство Бавария)[8]
- Орден Вюртембергской короны большой крест (1876)[9]
- Орден «За военные заслуги» (16 ноября 1874, королевство Вюртемберг)[10]
- Орден Фридриха большой крест с мечами (1871)[11]